# Srpnovští páni

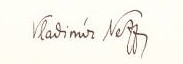
Podpis autora

Srpnovští páni jsou historický román Vladimíra Neffa. Prvně vyšel roku 1953. Jde o smyšlený příběh zasazený do českých politických a hospodářských poměrů v letech 1293 až 1318, tedy do doby hospodářského rozmachu za posledních Přemyslovců, chaosu po jejich vymření a nesnadných počátků lucemburské vlády. Protože kniha vyšla v 50. letech, kdy se od oficiálních autorů vyžadoval socialistický realismus, její prezentace zdůrazňovala zobrazení třídních konfliktů ve středověku (zejm. střet šlechty a měšťanstva a třídní otázka jako skryté jádro náboženské rebelie). Pozdější literární kritika však dospěla k závěru, že třídní konflikt je spíše vějička pro dobové kulturtrégry a záminka k vančurovské hře s dějinami a jazykem (imitace jazyka středověkých kronik). 

## Děj
Zakladatelem šlechtického rodu Srpnovských je Odolen, který už ve svých dvanácti letech zplodí syna Petra. Ten vyrůstá u správce kostohryzského dvorce Utěcha a později se stane Odolenovým zbrojnošem. Utěch je nenáviděn svými poddanými, kteří ho nakonec zabijí a dvorec vyrabují. Odolen se rozhodne vzpurné poddané nepotrestat a naopak Kostohryzy povýší na městečko. Aby se Kostohryzané mohli stát měšťany, musí se tzv. zakoupit. K tomu použijí jmění nakradené při rabování dvorce. Tak se Odolen dostane zpět ke svým penězům a postaví za ně hrad, kdesi na Benešovsku. 
Levoboček Petr (přezdívaný Pudivous) je jmenován kostohryzským rychtářem. Začne se laicky zaobírat náboženskými otázkami a v hněvu zabije nového kostohryzského faráře, načež je Odolenem uvržen do věže, kde zahyne. Petrova smrt Odolena uvrhne do psychické krize. Nevidí žádný smysl života a hněv si vybíjí na nevolnících, které začne doslova týrat. Odolenův druhý syn Epík, který slouží jako panoš u dvora, se již na otcovu krutovládu nemůže dívat a rozhodne se otce otrávit. Nakonec tak neučiní, ale plán je vyzrazen a Odolen tak uvězní i Epíka. Většinu jeho panství uzme bohatý měšťan Ortlieb Geunarunge a získá i Epíkovu velkou lásku Katuši. Aby se po propuštění z vězení nějak zmátořil, podvolí se Epík Ortliebovu plánu a vezme si jeho dceru Hilburgu. 
Postava utýraného Petra Pudivouse se mezitím změní v legendu. Několik jeho laických výbojů do oblasti teologie promění šafář Praskola v nové náboženské "petrovské" hnutí. Nepříliš dobrý stav země za vlády Jana Lucemburského svědčí všem možným sektám a i té nové, "petrovské". Ortliebovo vykořisťování poddaných vede k nespokojenosti, která se propojí s petrovským náboženským hnutím. Potulný student Ciacco "opraví" učení Petra Pudivouse tak, že namísto velké změny v budoucnosti mají věřící usilovat o velkou změnu ihned. "Revolučním hrdinou" se má stát Epíkův syn Křišťan, v něhož lid začne vkládat naděje. Když je Praskola odvlečen na Ortliebův hrad, lid se vzbouří. Během rebelie zahyne Ortlieb i Epík, kterého v boji zabije vlastní syn Křišťan. Ten je ale nakonec tak zděšen tím, kam se rebelie vyvíjí, že sám přivolá královo vojsko, aby revoluci potlačilo. 
V závěru Neff tento fiktivní příběh napojuje na reálné dějiny, když říká, že skutečná vzpoura valdenských, která se odehrála roku 1338 Jindřichově Hradci, je důsledkem právě popsané historie: její vůdci Valentin alias Síla a biskup Petr jsou prý synové Epíka a Praskoly.

## Reflexe
Podle literárního historika Blahoslava Dokoupila sehrál autor v románu rafinovanou hru s dobovými ideovými a estetickými požadavky, které skrytě znevažuje a zesměšňuje. "Základním rysem románu je podvojnost, která prostupuje všemi jeho rovinami. Srpnovští páni jsou historickým románem a zároveň parodií na něj, dobově sakralizované téma sociálních konfliktů je v nich traktováno s ironickým nadhledem, a tím jakoby znevažováno. (...) Vše je v románě prostoupeno ironií, Neff s oblibou hledá odvrácené, komické a groteskní stránky věcí vážných a závažných. (...) Díky tomuto postoji se Neff ubránil dobovému pojetí historické beletrie jako pedagogického prostředku k šíření jediného "správného" výkladu dějin."
Neff se vymkl ze socialistického realismu už tím, že jeho postavy nereprezentují čistě historické a sociální síly. Mají své vlastní emoce, povahy a zájmy. Jejich činy mají často jiné důsledky než zamýšleli, neboť "ďábel se zapletl do příčin", což je podle mnoha badatelů již kritika rozporů komunistické společnosti. Podvratným tématem v románu je také svoboda. Neff ve svobodu svých postav, v možnost vyvléknout se z dějinné a sociální determinace, zjevně věří. Dobová literární reflexe však tento rys jeho díla přehlédla, takže kniha nijak neohrozila autorovo postavení oficiálního spisovatele. Srpnovští páni podle Dokoupila předjímají nové, nejiráskovské a neschematické pojetí historického románu, které se prosadilo v české literatuře o dekádu později, v 60. letech, v dílech autorů jako je Jiří Šotola či Oldřich Daněk.
V anketě Magnesia Litera: Kniha století byl román vyhlášen zpětně (v roce 2018) nejlepší českou knihou roku 1953, a tedy jednou ze sta nejlepších českých knih let 1918 až 2018.